# 1789
Évszázadok: 17. század – 18. század – 19. század
Évtizedek: 1730-as évek – 1740-es évek – 1750-es évek – 1760-as évek – 1770-es évek – 1780-as évek – 1790-es évek – 1800-as évek – 1810-es évek – 1820-as évek – 1830-as évek
Évek: 1784 – 1785 – 1786 – 1787 –  1788 – 1789 – 1790 – 1791 – 1792 – 1793 – 1794

## Események

### Határozott dátumú események
- február 20. – II. József császár Hadik András tábornagyot nevezi ki a török ellen harcoló egyesített csapatok fővezérévé. (Hirtelen megromló egészségi állapota miatt az uralkodó július 28-án felmentette tisztsége alól, és a hadsereg parancsnoki feladataival Ernst von Laudont bízta meg.)[1]
- március 4. – Összeül az Amerikai Egyesült Államok 1. kongresszusa; ezzel megkezdődött az 1787-es alkotmány alapján létrehozott szövetségi kormány működése.[2]
- április 7. – III. Szelim lesz az Oszmán Birodalom szultánja.[3]
- április 28. – Lázadás a Bountyn.[4]
- április 30. – George Washington az Amerikai Egyesült Államok első elnöke lesz.[5]
- június 20. – A labdaházi eskü.[6]
- július 11. – XVI. Lajos meneszti pénzügyminiszterét, Neckert.[6]
- július 12. – Camille Desmoulins újságíró fegyverbe szólítja a párizsiakat.[7]
- július 14. – A nagy francia forradalom kezdete: Párizs polgárai megostromolják a Bastille-t és kiszabadítanak hét rabot.[6]
- július 16. – XVI. Lajos visszahívja öt nappal korábban menesztett pénzügyminiszterét, Neckert.[8]
- augusztus 4. – Franciaországban az Alkotmányozó Nemzetgyűlés eltörli a feudális előjogokat.[9]
- augusztus 26. – Megjelenik az Emberi és polgári jogok nyilatkozata.[9]
- október 5–6. Hatalmas tömeg (az asszonyok menete(wd)) érkezik Párizsból Versailles-ba, és XVI. Lajost a fővárosba kíséri, ahol a Tuileriák palotájában helyezik el.[10]
- október 7. – II. József utasítja Csekonics József mezőhegyesi ménesparancsnokot, hogy Bábolnapusztát vásárolja meg a kincstár részére; ezt tekintik az állami ménes alapítási dátumának.[11]
- október 9. – Laudon tábornagy elfoglalja Belgrádot.[12]
- október 13. – Szendrő megadja magát az osztrák hadseregnek.[13]
- november 21. – Észak-Karolina az USA 12. tagállama lesz.[14]
- december 2. – Jan Dekert varsói polgármester vezetésével a 141 királyi város küldötteiből álló fekete menet petíciót visz II. Szaniszló Ágost lengyel királynak annak érdekében, hogy a nagy szejm rendezze a polgárság jogi helyzetét.[15]

## Az év témái

### 1789 az irodalomban
- január – Megindul Komáromban  Péczeli József folyóirata, a Mindenes Gyűjtemény.[16]
- július 7. – Megindul Bécsben Görög Demeter folyóirata, a Hadi és Más Nevezetes Történetek.[17]
- december – Megindul Kassán Kazinczy folyóirata, az Orpheus.[18]

### 1789 a tudományban
- Antoine Laurent de Lavoisier megfogalmazza a tömegmegmaradás törvényét.
- Martin Heinrich Klaproth felismeri az urán elemi voltát.
- Az első vízbontási kísérlet.

## Születések
- március 16. – Georg Simon Ohm, német fizikus és matematikus († 1854)
- április 20. – Adler György, zeneszerző, egyházzenész és basszusénekes († 1862)
- május 23. – Franz von Schlik, császári-királyi lovassági tábornok († 1862)
- május 28. – Bernhard Severin Ingemann, dán író és költő († 1862)
- június 4. – Friedrich Boie német ornitológus, herpetológus († 1870)
- június 30. – Horace Vernet, francia festő († 1863)
- augusztus 6. – Friedrich List német közgazdász († 1846)
- augusztus 9. – Nicolas-Charles Bochsa, francia hárfás, zeneszerző († 1856)
- augusztus 21. – Augustin Cauchy, francia matematikus († 1857)
- szeptember 15. – James Fenimore Cooper, amerikai regényíró († 1851)
- november 18. – Louis Daguerre, a dagerrotípia feltalálója († 1851)
- november 29. – Dancsecs József, író, Sárvár esperese († 1860)
- december 2. – Pavel Hrisztoforovics Grabbe, orosz gróf, cári tábornok († 1875)
- december 8. – Hild József, építész († 1867)

## Halálozások
- március 11. – Hell József Károly, magyar bányafőgépmester, a bányagépesítés úttörője (* 1713)
- április 7. – I. Abdul-Hamid, az Oszmán Birodalom 28. szultánja (* 1725)
- július 28. – Orczy Lőrinc, főispán, királyi tábornok és költő (* 1718)
- december 3. – Claude Joseph Vernet, francia festő (* 1714)
- december 23. – Charles-Michel de l'Épée, hallássérültekkel foglalkozó francia gyógypedagógus, siketek állami iskolájának alapítója (* 1712)